# Central de Mamuts

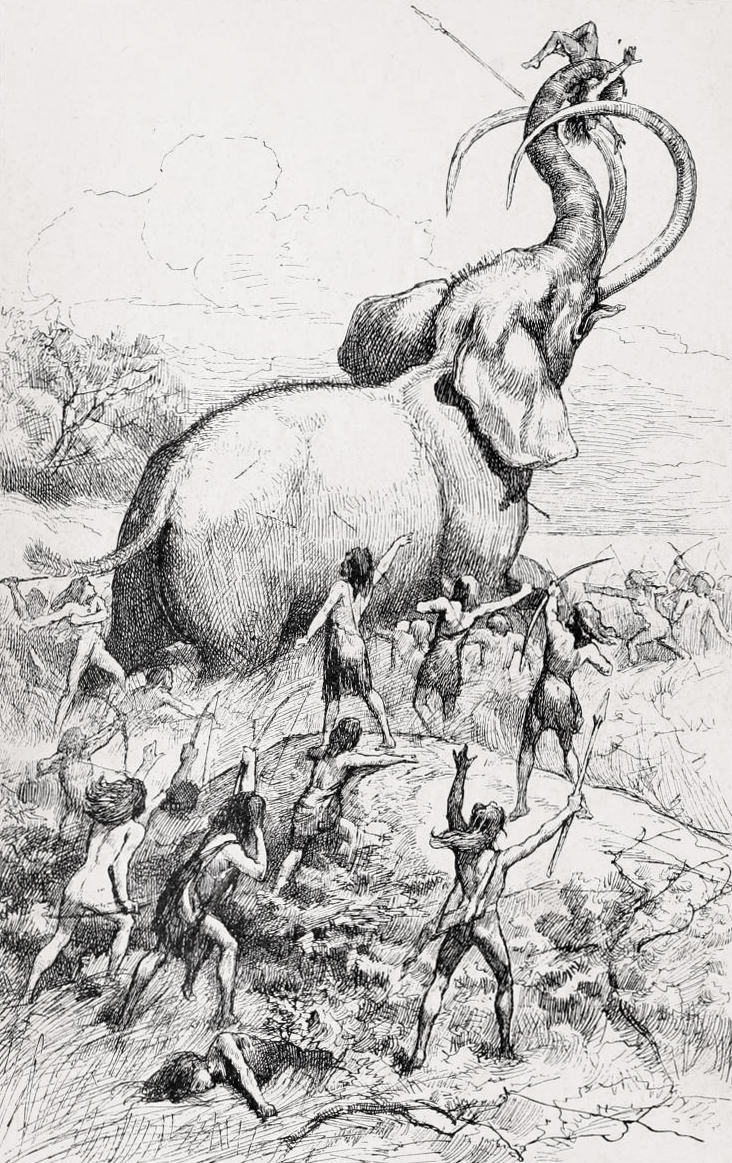
Se ha planteado la hipótesis de que los primeros humanos utilizaron este sitio para atrapar y matar mamuts colombinos.

La Central de Mamuts es un sitio paleontológico en los terrenos del aeropuerto de Santa Lucía en el Estado de México, México, que contiene los restos de al menos 200 mamuts colombinos, así como 25 camellos y cinco caballos. El sitio es la concentración más grande del mundo de restos de mamut; el anterior fue el "Sitio del Mamut" en Dakota del Sur con 61 individuos. También se han descubierto herramientas humanas y huesos tallados en el sitio, lo que sugiere que los humanos utilizaron el sitio para atrapar y matar grandes mamíferos.

## Historia
Se cree que el sitio corresponde a lo que fueron las orillas pantanosas de un antiguo lecho de lago donde los animales quedaron atrapados hace 10,0000 a 20,000 años. Se han encontrado herramientas humanas en el sitio. Algunos han planteado la hipótesis de que los humanos llevaron a los mamuts al área para matarlos. El arqueólogo Rubén Manzanilla López, del Instituto Nacional de Antropología e Historia, también ha informado que los mamuts parecen haber sido "descuartizados" por humanos. No está claro si los mamuts murieron por causas naturales y luego fueron tallados por humanos. El sitio está a unos 19 km de pozos artificiales que alguna vez fueron utilizados por humanos para atrapar y matar grandes mamíferos.

## Descubrimiento

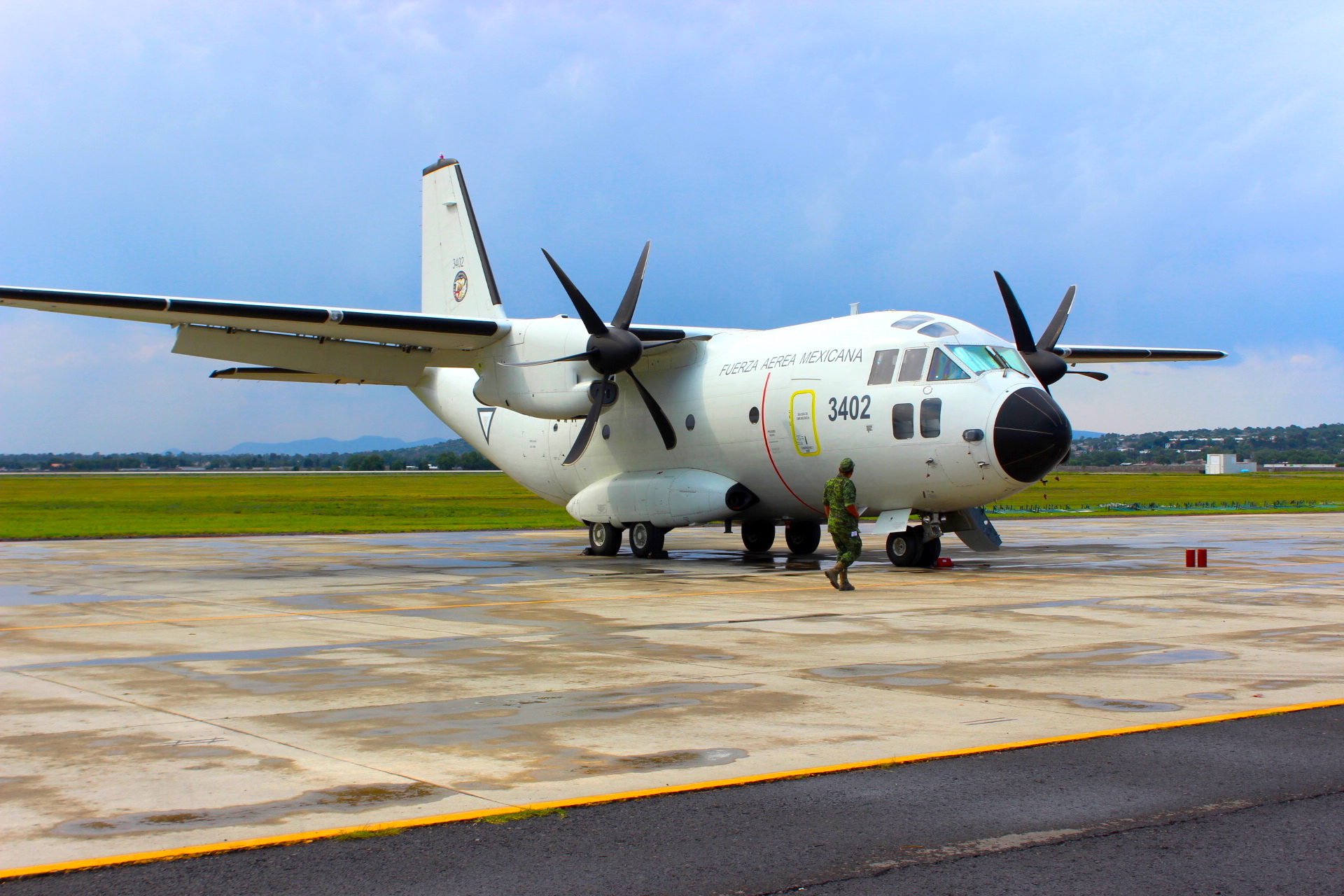
Un avión militar en el aeropuerto de Santa Lucía

El sitio fue descubierto durante la construcción del Aeropuerto Internacional Felipe Ángeles (AIFA). Debido a los numerosos restos y artefactos existentes en el sitio, todas las excavadoras y trabajadores de la construcción están acompañados por arqueólogos. La construcción se ha detenido varias veces para realizar más excavaciones.

## Significado
Los investigadores esperan que el sitio revele las principales causas de la extinción del mamut colombino. El paleontólogo Joaquín Arroyo Cabrales cree que el sitio revelará que hubo un "efecto de sinergia entre el cambio climático y la presencia humana".

## Museo
El Museo Paleontológico de Santa Lucía Quinametzin es el espacio del pabellón cultural y de exposición de más de siete mil metros dentro de las instalaciones del aeropuerto militar de la SeDeNa AIFA donde se exhiben restos paleontológicos encontrados en el sitio, incluyendo un mamut con el 95% de su huesos preservados. El museo fue inaugurado el 10 de febrero de 2022.  En la entrada principal se puede apreciar una escultura de mamut a escala natural.
En el interior el área de exhibición cuenta con 5 salas temáticas permanentes y una sala de exposiciones temporales:
- Origen de la cuenca de México
- Mamut colombino
- Jardín temático
- Sendero de la fauna del pleistoceno
- Fósiles de grandes mamíferos
- Proceso de conservación paleontológica

Se exhibe una maqueta con los animales que habitaron la zona en el período pleistoceno: mamuts, elefantes, lobo terrible, camello americano, perezoso terrestre de Harlan, mastodonte americano, bisonte gigante, león americano sin melena, y el poderoso tigre dientes de sable.

## Ruta del Mamut
Ocho son los sitios que se han encontrado fósiles de mamuts, en el estado de México y ellos son:
- Museo Paleontológico de Santa Lucía “Quinametzin”
- Museo Paleontológico de Tocuila.
- Museo del Mamut (Tultepec)
- Museo de Tepexpan
- Museo de Xaltocan
- Museos comunitarios de San Pablo de las Salinas,
- Museos comunitarios de Magdalena Huizachitla, en Coacalco
- Casa de Morelos en Ecatepec.